# Darko Ljubojević
Darko Ljubojević (Banja Luka, 1975. január 8. –) bosnyák-szerb kettős állampolgárságú labdarúgó.

## Sikerei, díjai
- ZTE:
  - Magyar bajnoki aranyérmes: 2001/2002
  - Magyar bajnoki bronzérmes: 2006/2007